# Torre
För andra betydelser, se Torre (olika betydelser).
Torre var i fornnordiska sagor son till Snö den gamle och kung av "Gotlandi, Kænlandi och Finnlandi", i flera moderna översättningar tolkat som Gotland, Kvenland och Finland, Finland avsåg fram till på 1700-talet dock bara Egentliga Finland, och det Kvenland som avsågs låg precis norr om Egentliga Finland, dvs i Satakunda och sydligaste Österbotten. Sagalitteraturen säger att "kvänerna offrade till honom så att det blev snö med gott skidföre. Det gav dem deras välstånd." Bloten skulle ske vid midvinter, och därför kallades den fjärde vintermånaden (från mitten av januari till mitten av februari) i den gammelnordiska kalendern för torsmånad eller torremånad. Torre hade två söner Nor och Gor samt en dotter Goe.
Þorrablót är en modern vanligt förekommande isländsk sed som startades av studenter senast 1873, och som firas enligt den gamla kalendern i januari. Þorrablót kan ha karaktär av en privat middag eller av större arrangemang med scenframträdande följt av dans.